# Claude Louis Hector de Villars
Claude Louis Hector de Villars, principe di Martigues, marchese e poi duca di Villars e visconte di Melun, pari di Francia e membro della Accademia di Francia (Moulins, 8 maggio 1653 – Torino, 17 giugno 1734), fu uno dei più famosi generali della storia di Francia ed uno dei quattro, fino ad allora, marescialli generali di Francia.

## Biografia

### I primi passi
Nacque da nobile famiglia, figlio di Pierre de Villars (1623 – 1698), diplomatico e consigliere di Stato di Francia, e di Marie Gigault de Bellefonds (1624 – 1706), epistolografa francese.
Da giovane fu paggio di Luigi XIV. Entrato nell'esercito francese nel 1671, partecipò alla guerra d'Olanda e si distinse nell'assedio di Maastricht (1673) e dopo la sanguinosa battaglia di Seneffe fu promosso colonnello di un reggimento di cavalleria.
La promozione successiva tardò piuttosto a venire nonostante la sua nobile ascendenza e l'eccellente servizio prestato sotto il comando del Grand Turenne, del Grand Condé e del maresciallo Luxembourg ma, dopo aver combattuto contro i turchi in Ungheria agli ordini del principe elettore Massimiliano II Emanuele di Baviera, ritornò in Francia nel 1687 e fu finalmente nominato maresciallo di campo (maggiore generale).

### La guerra della Grande alleanza
Nel periodo fra la pace di Nimega (10 agosto 1678) e l'inizio della guerra della lega di Augusta (1688) Villars, che all'abilità militare univa una fine sensibilità diplomatica, fu utilizzato in una missione non ufficiale presso la corte bavarese, divenendo così amico di Massimiliano II di Baviera.
Rientrato in Francia nel 1690 riprese il comando di un corpo di cavalleria nelle Fiandre. Comandò le sue unità a Pforzheim nel settembre del 1692, sostituì nel 1693 il maresciallo Boufflers e quindi combatté in Germania.
Dopo la pace di Ryswick (settembre / ottobre 1697) fu inviato quale ministro plenipotenziario alla corte di Vienna.

### La guerra di successione spagnola
Allo scoppio della guerra di successione spagnola (1701 – 1714) ricevette il suo primo comando nella campagna d'Italia ma subito dopo fu inviato sul fronte del Reno. Il 14 ottobre 1702 sconfisse a Friedlingen il margravio Luigi Guglielmo di Baden-Baden, il che gli valse la nomina a maresciallo di Francia. Nella successiva primavera, congiunte le sue truppe a quelle di Massimiliano II di Baviera, entrò nel Tirolo ed espugnò Kufstein, Rattenberg, Hall ed Innsbruck, giungendo fino a Vipiteno, ma i due comandanti furono costretti a ritirarsi a causa di una rivolta dei montanari tirolesi.
Sempre con il principe elettore di Baviera, il Villars sconfisse le truppe imperiali del principe Leopoldo I di Anhalt-Dessau e del conte Hermann Otto von Limburg-Stirum nella prima battaglia di Höchstädt (20 settembre 1703).
Nel marzo del 1704 fu inviato nelle Cevenne a sostituire il generale Nicolas Auguste de La Baume marchese di Montrevel, che non era riuscito a domare la rivolta dei Camisardi. Egli riuscì laddove i due suoi predecessori, prima il generale Victor-Maurice de Broglie e poi il suo successore, marchese di Montrevel, erano falliti. Alternando profferte di amnistia ad efficaci misure militari, egli riuscì a dividere i capi dei camisard ed a portarli a poco a poco alla resa.
La conclusione positiva della rivolta, che aveva dato a Luigi XIV numerosi grattacapi, gli valse la nomina a cavaliere dell'Ordine dello Spirito Santo ed il titolo di duca.

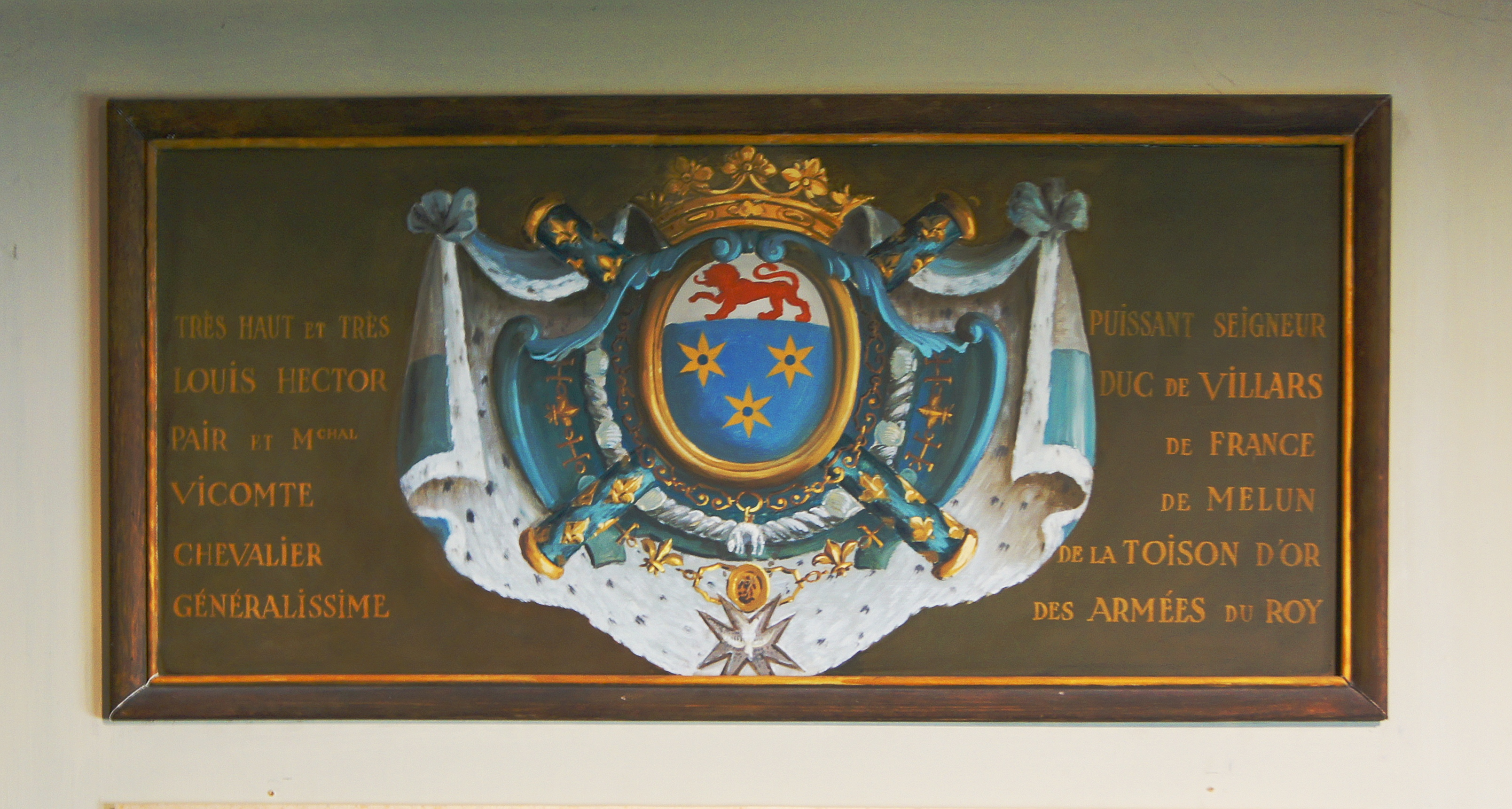
Stemma del duca de Villars al castello di Vaux-le-Vicomte

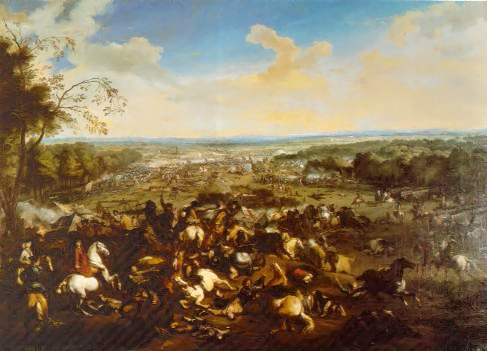
La battaglia di Malplaquet

Dopo le numerose sconfitte subite dai francesi nel periodo 1704 – 1708, gli fu affidato il comando delle armate dei Paesi Bassi. Qui si trovò di fronte, l'11 settembre 1709, l'esercito imperiale disposto con le truppe dell'impero, i danesi e i sassoni sull'ala destra al comando del principe Eugenio di Savoia e le truppe inglesi, olandesi, prussiane e dell'Hannover sull'ala sinistra, al comando del primo duca di Marlborough, John Churchill. Fu una delle battaglie più cruente del secolo e si concluse con una vittoria formale degli imperiali, che costrinsero i francesi a ritirarsi su Valenciennes, ma con un numero di vittime decisamente sfavorevole ai vincitori ufficiali: 25.000 fra morti e feriti per questi ultimi, 12.000 per i francesi. Il Villars rimase seriamente ferito: un colpo di moschetto gli ruppe un ginocchio
Ritiratosi il Villars a causa della ferita subita a Malplaquet, trascorsero quasi due anni senza campagne militari rilevanti ed i progressi imperiali al nord segnavano il passo. Il 17 aprile del 1711 moriva l'imperatore Giuseppe I e gli succedette (settembre) quel Carlo III di Spagna, il candidato asburgico al trono spagnolo, in concorrenza con il successore indicato dal defunto Carlo II di Spagna nel suo testamento, Filippo di Borbone, il cui insediamento era stato il motivo del conflitto. Questo evento scompaginava evidentemente tutte le carte. Ad ottobre del 1711, poi, l'Inghilterra sottoscrisse con la Francia un preliminare di trattato per una pace separata.
La guerra nei Paesi Bassi riprese decisamente all'inizio del 1712. Il principe Eugenio occupò Le Quesnoy il 4 luglio e si avviava a conquistare Landrecies quando giunse la notizia che Inghilterra e Francia avevano concluso l'armistizio. Il 24 luglio il maresciallo Villars, tornato al comando, approfittò dell'occasione creata dallo scompiglio che la notizia aveva portato nelle file della Grande alleanza (le truppe inglesi avrebbero dovuto ritirarsi dalla guerra) e, attaccando l'armata di Arnold van Keppel, primo conte di Albemarle, prima che a questa potessero congiungersi le truppe di Eugenio di Savoia, inflisse presso Denain una sonora sconfitta agli imperiali. Sull'onda di questo successo, il Villars attaccò nuovamente gli imperiali a Marchiennes il 30 luglio, conquistando la piazza ed impadronendosi di una gran quantità di viveri e materiale bellico. Eugenio di Savoia quindi dovette abbandonare l'assedio di Landrecies, mentre il Villars si riprendeva le piazze di Le Quesnoy, Douai e Bouchain.
L'anno successivo il Villars scendeva in Alsazia, occupava il 20 agosto, dopo un breve assedio, la città fortificata di Landau ed accerchiava successivamente Friburgo che occupava il 1º novembre.

### La pace di Rastatt
Il 13 luglio 1713 l'Inghilterra chiudeva il suo conflitto con la Francia con il trattato di Utrecht, seguita da altre potenze dell'alleanza. Così si addivenne a trattative anche tra Francia e Sacro Romano Impero. I rispettivi rappresentanti, Villars per il regno di Francia ed il principe Eugenio di Savoia per l'impero, si incontrarono a Rastatt nel Baden il 26 novembre di quell'anno. Dopo un'estenuante trattativa i due giunsero nel gennaio 1714 ad una bozza di accordo, ma, mentre l'imperatore si compiacque con il principe Eugenio per il risultato che si stava prospettando, Luigi XIV rimproverò aspramente il Villars, accusandolo di aver fatto concessioni eccessive all'avversario, e respinse in toto la bozza. Solo dopo l'ultimatum posto all'inizio di febbraio dal principe Eugenio, l'ormai anziano re francese acconsentì, chiedendo solo minime modifiche ed i due rappresentanti poterono sottoscrivere il 6 marzo 1714 la pace di Rastatt.

### Gli incarichi e le cariche successive
Nel 1714 fu eletto all'Académie française, nel 1715 fu nominato presidente del consiglio di guerra e nel 1718 membro del governo e ministro di Stato.
Aveva ormai quasi 80 anni quando, allo scoppio della guerra di successione polacca (1733 – 1738) ebbe il comando in capo delle operazioni militari in Italia con il rango di Maresciallo generale degli accampamenti e delle armate del re. Occupò l'11 novembre 1733 la piazza di Pizzighettone dodici giorni dopo l'approntamento delle trincee per l'assedio. Partì per il rientro in Francia nell'estate successiva ma la morte lo colse a Torino, durante il viaggio di ritorno.
Dalla moglie Jeanne-Angélique Rocque de Varengeville, sposata nel 1702, ebbe un solo figlio, Honoré-Armand, duca di Villars e principe di Martigues, nato il 4 dicembre 1702. Egli fu brigadiere generale, membro dell'Accademia di Francia e mecenate di Voltaire. Morì senza eredi nel maggio del 1770.

## Stemma
| Image | Stemma |
| ----- | --- |
| \| \| | Claude-Louis-Hector de Villars Duca di Villars, Pari di Francia, Maresciallo di Francia, Cavaliere dell'Ordine dello Spirito Santo D'azzurro a tre molette d'oro, al capo d'argento caricato di un leone illeopardito di rosso. |
|       | |